# Ливе-Казель
Ливе́-Казе́ль (фр. Livers-Cazelles, окс. Livèrs e Casèlas) — коммуна во Франции, находится в регионе Юг — Пиренеи. Департамент — Тарн. Входит в состав кантона Кармо-2 Валле-дю-Серу. Округ коммуны — Альби.
Код INSEE коммуны — 81146.

## География

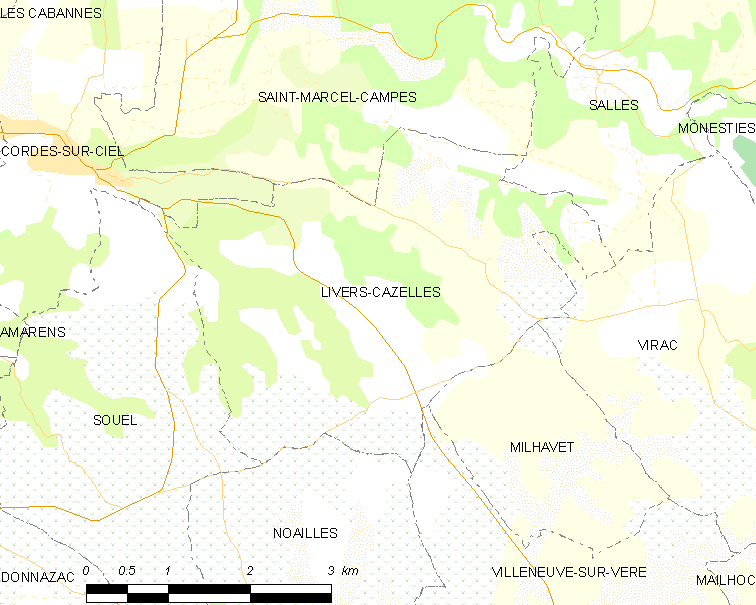
Карта коммуны

Коммуна расположена приблизительно в 540 км к югу от Парижа, в 70 км северо-восточнее Тулузы, в 19 км к северо-западу от Альби.

## Климат
Климат умеренно-океанический. Зима мягкая и дождливая, лето жаркое с частыми грозами. Ветры довольно редки.

## История
Коммуна была образована в 1839 году путём объединения коммун Ливе и Казель.

## Население
Население коммуны на 2010 год составляло 235 человек.
| 1962 | 1968 | 1975 | 1982 | 1990 | 1999 | 2010 |
| ---- | ---- | ---- | ---- | ---- | ---- | ---- |
| 234  | 218  | 182  | 216  | 204  | 229  | 235  |

## Экономика
В 2007 году среди 160 человек в трудоспособном возрасте (15—64 лет) 122 были экономически активными, 38 — неактивными (показатель активности — 76,3 %, в 1999 году было 68,0 %). Из 122 активных работали 113 человек (59 мужчин и 54 женщины), безработных было 9 (3 мужчин и 6 женщин). Среди 38 неактивных 14 человек были учениками или студентами, 14 — пенсионерами, 10 были неактивными по другим причинам.